# Örgryte IS
Örgryte IS este un club de fotbal din Göteborg, Suedia care evoluează în Allsvenskan.

## Palmares
- Campionatul Suediei:
  - Campioană (12): 1896, 1897, 1898, 1899, 1902, 1904, 1905, 1906, 1907, 1909, 1913, 1985
- Allsvenskan:
  - Campioană (2): 1925–1926, 1927–1928
  - Finalistă (2): 1928–1929, 1931–1932
- Allsvenskan play-off:
  - Campioană (1): 1985
- Svenska Serien:
  - Campioană (4): 1910, 1911–1912, 1920–1921, 1923–1924
  - Finalistă (3): 1912–1913, 1913–1914, 1916–1917
- Svenska Mästerskapet:
  - Campioană (11): 1896, 1897, 1898, 1899, 1902, 1904, 1905, 1906, 1907, 1909, 1913
  - Finalistă (5): 1897 (reserve team), 1900, 1901 (reserve team), 1912, 1915
- Svenska Cupen:
  - Campioană (1): 1999–2000
  - Finalistă (1): 1997–1998